# Welcome to Paradise
«Welcome to Paradise» — песня Американской панк-рок-группы Green Day. Она была выпущена как второй сингл из их третьего студийного альбома и дебюта на мейджор-лейбле, Dookie. Оригинальная версия песни была выпущена на втором студийном альбоме группы, Kerplunk (1991) и была перезаписана для Dookie в 1994. Версия с Dookie была издана на сборнике International Superhits! в 2001. «Welcome to Paradise» можно сыграть в видеоигре Green Day: Rock Band

## Список композиций
| №  | Название                                                                      | Длительность |
| -- | ----------------------------------------------------------------------------- | ------------ |
| 1. | «Welcome to Paradise»                                                         | 3:45         |
| 2. | «Chump» (Live в Jannus Landing, Сент-Питерсберг, Флорида, 11 марта 1994 года) | 2:44         |
| 3. | «Emenius Sleepus»                                                             | 1:44         |

## Смысл и композиция
Песня написана Билли Джо Армстронгом, Майком Дёрнтом и Тре Кулом. Она основывается на их переезде из домов своих родителей в заброшенный дом в Окленде, где участники группы, вместе с многими другими, жили без платы аренды. Дом был очень сильно поломан, но он стал для них родным, и это описывается в песне.
Билли Джо сказал про эту песню:
Она о Западном Окленде, жизни на складе с разными людьми. Куча художников и музыкантов, панков и многих других просто жила там, бездельники, наркоманы, члены банд - все жили в той местности. Это не место, где следует расхаживать ночью, но это неплохой склад, где можно сыграть поиграть в баскетбол и всё такое.
В этой песне гитара настроена на пол-тона ниже стандартного, как и на многих песнях с Dookie.
Песня поётся как сообщение Билли Джо Армстронга своей матери, после того как он переехал. В первом куплете Армстронг разговаривает со своей матерью через три недели после переезда, говорит, что он боится того, что он теперь сам по себе. Вторая часть — Армстронг через шесть месяцев жизни на своём собственном месте, счастливый, что он сам по себе.

## Клип
К песне было выпущено видео. В нём показывается, как группа играет песню на концерте, в то время как студийная версия с Dookie играет на фоне. Это их единственное видео, кроме «Macy’s Day Parade», не выпущенное на первом DVD группы, International Supervideos!.

## В популярной культуре
Welcome to Paradise можно услышать в фильме Лови волну!, но она не выпущена на саундтреке. Песня также играет в трейлере к Формула любви для узников брака.

## Чарты
| Чарты (1994)                       | Позиция |
| ---------------------------------- | ------- |
| Австралия (ARIA)                   | 44      |
| Новая Зеландия (Recorded Music NZ) | 21      |
| Великобритания (UK Singles Chart)  | 20      |
| США (Billboard Hot 100)            | 56      |
| Alternative Songs (Billboard)      | 7       |